# Sgt. Pepper's Lonely Hearts Club Band
Sgt. Pepper's Lonely Hearts Club Band (на български приблизително: „Оркестърът на Клуба на самотните сърца на сержант Пепър“) е осмият студиен албум на „Бийтълс“, издаден на 1 юни 1967 от „Парлофон“.
Албумът забързва промяната в поп-музиката, която е започнала през 1966 година. Издаването на албума е важно събитие както за изкуството, така и от комерсиална гледна точка. Дотогава почти няма албуми, които да са продуцирани със съизмеримо голям бюджет. Освен това Sgt. Pepper's Lonely Hearts Club Band се вписва в „Лятото на любовта“ с психеделичната си музика.

## Предистория
Към 1966 г. Бийтълс са вече изморени от своите изпълнения на живо. Според Джон Ленън те може „да изпратят четири восъчни манекена... и това би задоволило публиката. Концертите на Бийтълс вече нямат нищо общо с музиката. Те са просто кървави племени ритуали“. През юни същата година, два дена след завършването на албума Revolver, групата се отправя на турне, което стартира от Западна Германия. В Хамбург те получават анонимна телеграма, която гласи: „Не идвайте в Токио. Вашият живот е застрашен.“ Заплахата е взета насериозно, взимайки се предвид противоречието около турнето сред религиозните и консервативни групи на Япония, свързано с планирането на концерт на свещеното място „Нипон Будокан“. Като предпазна мярка, 35,000 полицаи са мобилизирани, за да защитят изпълнителите, които ги придружавата от хотела до концерта и от концерта до бронираните превозни средства. След това Бийтълс свирят във Филипините, където са заплашвани и малтретирани от гражданите, заради това, че не са посетили първата дама Имелда Маркос. Бандата е ядосана на своя мениджър Браян Епстейн, който ги кара да участват и изтощителни и напрегнати маршрути.
Публикуването в САЩ на думите на Ленън, че Бийтълс са „по-известни от Иисус“ въвлича групата в скандал и са организирани протести срещу тях в Библейския пояс на Америка. Публичното извинение укротява напрежението, но едно от американските турнетата през август бележи намаляване на продажбите на билети, в сравнение с посещенията на концерти през 1965 г., като се прибави и изпълненията, далеч от първокачественото шоу, това води до последния тур на бенда. Авторът Никълъс Шафнър пише:
| „ | „За Бийтълс, свиренето на такива концерти се беше превърнало в шарада, толкова далеч от посоката, която те искаха да се развиват и преследват. Нито една нота от новоизлезия албум Revolver не можеше да се възпроизведе на сцена. Аранжиментите от албума бяха невъзможни да се пригодят за тяхното оборудване от две китари, бас и барабани.“ | “ |

Със завръщането на Бийтълс в Англия слуховете за тяхната раздяла почват да се въртят в медиите. Джордж Харисън информира Епстейн, че напуска групата, но е разубеден да остана с обещание, че ще има още турнета. Бендът си взима три месеца почивка, по време на която се концентрират върху своите лични интереси. Харисън пътува за Индия, където взима шест седмични уроци по ситар с ръководител Рави Шанкар. Междувременно и развива своите интереси във философията на Индуизма. След провала на последния тур, който доказва, че живите изпълнения са станали безполезни за Бийтълс, Пол Маккартни се обединява с продуцента Джордж Мартин за саундтрака към филма „Семеен начин“ и прекарва почивка в Кения, заедно с един от тур мениджърите на групата Мол Евънс. Ленън взима участие като актьор във филма „Как спечелих войната“ и посещава арт изпълнения, едно от което е в галерия „Индика“, където се запознава с бъдещата си съпруга Йоко Оно. Ринго Стар използва почивката, за да прекара повече време със своята съпруга Морийн и сина си Зак.

## Влияние и концепция
Докато Маккартни е в Лондон, далеч от другите членове на глупата, той взима халюциногени (Ел Ес Ди, още наречен Есид) за първи път. Дълго той е убеждаван от Ленън и Харисън, заедно с Ринго Стар, да се присъеденят към експериментирането с наркотици, за да повишат своето възприятие към средата. По думите на автора Джонатан Гоулд, въвеждането в света на Ел Ес Ди дава на Маккартни „дълбоко ново чувство за възмжоност“, което да определи новия проект на глупата Sgt. Pepper's Lonely Hearts Club Band. Гоулд прибава, че поддаването на Маккартни към натиска на Ленън, очертава водеща роля на втория като „гид в психеделичния свят“. Новите изживявания сближава още повече аторите на песни и улеснява по-тясното сътрудничество между тях, сравнение с началото на кариерата на Бийтълс. От своя страна, Ленън обръща сериозно внимание на своята филмова кариера. През сепетември 1966 г. той изиграва малка роля в черната комедия „Как спечелих войната“ в Испания. В песента Strawberry Fields Forever Ленън отразява своите притеснения относно бъдещето на себе си и бъдещето на групата. В нея той се връща към детството си в Ливърпул. Песента оформя бъдещата тематика на новия албум. След завръщането си в Лондон, Ленън се включва в арт средите, към които Лаккартни вече е част. Те двамата споделят интереси в авангардната и електронната музика. Любими компазитори са им Карлхайнц Щокхаузен, Джон Кейдж и Лучано Берио.
През ноември, по време на обратния полет от Кения, Маккартни казва на Евънс, че има идея за песен, която в крайна сметка дава тласък на концепцията за Sgt. Pepper. Идеята включва военна групировка от Едвардинската епоха, на която Евънс измисля име в стила на музикалите проекти от Сан Франциско Биг Брадър енд дъ Холдинг Къмпани и Куиксилвър Месинджър Сървис. Ноември 1967 г. Маккартни предлага новият албум да представлява изпълнение на измислена банда. Това алтер-его ще даде свобода на музикантите и причина да се впуснат в експериментиране, както и разгриначаване от предишния сладникав облик на Бийтълс. Мартин си припомня, че концептуалността не е била обсъждана в началото на записите. Идеята се развива в процеса на работа и това дава „самостятелен живот“ на проекта.
Части от Sgt. Pepper отразяват влиянието на Бийтълс от блус жанра, соул хармонията на компания „Мотаун“, както и други музикални традиций от американската поп култура. Авторът Иън Макдоналд пише, че когато ливърпулският квартет се е сравнявал със своите съперници от 1966 г., те са открили достойни конкуренти единствено в Бийч Бойс и техния албум Pet Sounds. Браян Уилсън, лидерът на тази американска група, създава албума като отговор на Rubber Soul. Маккартни е дълбоко повлян от „хармоничната структора“ и избора на инструменти в Pet Sounds. Той казва, че тези елементи му дават самочувствието, че Бийтълс може да стигнат по-далеч в експериментирането с музикания звук. Маккартни признава, че албумът на Бийч Бойс е било основното вдъхновение за Sgt. Pepper, когато отначало са „нахвърляли идеи“. Но той търси и по-авангардна форма на популярната музика. Намира я в албума Freak Out! на Франк Запа и неговия бенд Мадърс ъф Инвеншън. Този албум също е цитиран като влиятелен за направата на Sgt. Pepper. Според биографът Филип Норман по време на сесията Маккартни често повтарял: „Това е нашия Freak Out!“. Музикалният журналист Чет Филипо твърди, че Маккартни се вдъхновил за концептуален албум след като е чул творбата на Франк Запа.
Традиционната индийска музика е другото основно влияние върху Sgt. Pepper, главно от страна на Ленън и Харисън. През 1967 г. в интервю Харисън казва, че продължителния успех на Бийтълс ги е укуражил да се развиват музикално и да одстояват своите идеи; „Ние можем да правим неща, които да задоволяват нас самите, без да следваме стандартните поп изпълнения. Ние не само може да се развивим в поп музиката, но и в останалите жанрове на музиката.“ Маккартни си представя алтер егото на Бийтълс да е „малко от Би Би Кинг, малко от Щокхаузен, малко от Албърт Ейлър, малко от Рави Шанкар, малко от Pet Sounds, малко от Дорс“. Той вижда своя бенд като „разбивачи на граници“, както са експерименталните композитори по това време, въпреки че Бийтълс не харесват „непременно това, което, да речем, прави Берио“.

## Списък на песните
Страна А:
1. Sgt. Pepper’s Lonely Hearts Club Band
2. With a Little Help from My Friends
3. Lucy in the Sky with Diamonds
4. Getting Better
5. Fixing a Hole
6. She’s Leaving Home
7. Being for the Benefit of Mr. Kite!

Страна Б:
1. Within You Without You
2. When I’m Sixty-Four
3. Lovely Rita
4. Good Morning Good Morning
5. Sgt. Pepper’s Lonely Hearts Club Band (Reprise)
6. A Day in the Life

Всички песни, с изключение на Within You Without You са на Ленън/Маккартни, а Within You Without You е на Джордж Харисън.
На втората страна на първите произведени плочи се чува 15-херцов звук, който трябвало да събуди интереса на слушащите кучета.